# Триалектика
Тринитаризм (Триале́ктика) — философские и культурологические концепции, основанные на троичной логике описания мира. Термин Trialectics впервые использовал боливийский философ Оскар Ичазо в 1960-х годах. Помимо философии, психологии, религиоведения и культурологии идеи триалектики имеют определенное распространение в экономике, геологии, литературоведении и юриспруденции.

## Содержание
У триалектики существует три аксиомы:
- Аксиома мутации: происходит мутация из одной материальной точки проявления в другую материальную точку проявления.
- Аксиома циркуляции: внутри каждой вещи есть прообраз его кажущейся противоположности.
- Аксиома притяжения: все процессы происходят в соответствии с притяжением материальных точек проявления на разных уровнях.

## В гуманитарных науках
Развитие тринитаризма в философии и культурологии рассмотрена в кандидатской диссертации по культурологии Н. В. Рязановой. По ее данным, одним из первых недостатки бинарной логики озвучил М. С. Уваров. Р. Г. Баранцев проанализировал тенденции перехода от двоичного к троичному мышлению, а в работе «Становление тринитарного мышления» рассмотрел архетип триединства, эволюцию тринитарного мышления, а также описал понятие триады как основы познания мира. Идеи тринитаризма совершенствовали Н. Н. Александров, А. Н. Алексеев, А. В. Волошинов, А. Н. Голубев, В. В. Иванов, Н. В. Поддубный, Г. С. Померанц, Б. В. Раушенбах, К. А. Свасьян, Х. Бэк, К. Флосс и Э. Шадел. П. Я. Сергиенко впервые в русскоязычной литературе вводит термин триалектика и триалектический метод познания. Е. П. Борзова в работе «Триадология» рассматривает применение понятий триединства, триада и троичность для научного изучения мира. Развитие тринитарного мышления на стыке религиоведения, психологии и философии описано в работах П. А. Флоренского, Б. В. Раушенбаха, В. Л. Рабиновича, Г. А. Померанца, В. С. Полосина и В. С. Соловьева.
По мнению автора термина триалектика П. Я. Сергиенко, она базируется на постулате, что в мире существует только движущееся пространство. По ее мнению, исходя из этого постулата, триалектика становится новым методом познания, благодаря которому можно наиболее просто раскрывать принцип превращения «пространства» в «материю» (принцип природной простоты). Таким образом, по заявлению автора, представление о единстве мира обогащается познанием о возникновении и движении самого времени-пространства.
Доктор философских наук Е. П. Борзова в монографии «триадология» в рамках развития тринитаризма вводит термин триалектика, под которой понимает способ мышления в философии, в котором кроме двух противоположностей присутствует третий связующий элемент, или иначе — триединство. Отзыв на данную монографию сделал доктор философских наук и профессор Е. П. Островская.

## В экономике
Г. И. Мойсейчик рассматривает всеобщность закона единства противоположностей как определенную триаду. По ее мнению, методология «софиасофии» переводит диалектику противоречий в триалектику единоречий
По мнению кандидата экономических наук Е. О. Стрижак, в триалектике противоречия между субъектом и объектом решаются через предмет, между предметом и объектом — через субъект, а между предметом и субъектом — через объект.

## В естествознании
Доктор технических наук Иван Свентицкий и А. Свентицкий принимают термин П. Я. Сергиенко триалектика для обозначения троичных логик изучения мира, но отмечают поверхностность ее работы и в качестве первого удачного примера применения триалектики к естествознанию называют работы Б. В. Раушенбаха.